# のざきなおと
のざき なおと（1964年1月6日 - ）は日本のシンガーソングライター
。

## 経歴
元々幼少の頃よりクラシックピアノを学び、音楽大学への進学まで考えていたが受験直前にクラシック音楽を専門にする事に疑問を感じ、音楽とは関係のない文系大学へ進学。卒業後、たまたまアーティスト・ミュージシャンとの出会いがありピアノの弾き語りで歌を歌う事を開始。当初はコピー曲を演奏していたが次第にオリジナル曲を制作しはじめ、1988年より名古屋市内のライブスナックでのステージを皮切りに、シンガーソングライターとしての活動を開始した。

### LIVE・コンサート
初めてのソロコンサートは1993年の2月、名古屋市内にあったクラシックホール「スタジオ・ルンデ」にて行われた。この時「僕がパンドラの箱を開けた時」というコンサートタイトルがつけられ、それ以後基本的にコンサートには必ずタイトルがつくようになった。
その後もオリジナルステージ以外に、2009年から地元のアーティストを集めて交通遺児へのチャリティイベントとして行われた「あいち森林公園チャリティライブ」は5年間にわたり続けられた。また阪神大震災・東日本大震災・2018年の熊本地震の折には災害チャリティも行っている。
デビューから数年は、コンサートと銘打った時にはバックバンドを付けて演奏していたが、2006年からはほとんどのステージでサポートを付けずに一人で行うスタイルに変化した。
20周年コンサートの折に、アンコールがいつまでも終わらないため「解散！」と叫んで強引に幕を下ろした事があるが、それ以降観客の間で「解散！と言うまでは歌ってくれるだろう」という習慣がついてしまい、本人としては困っているらしい。

## 人物
神社・仏閣好きなのはよく知られており、集めた御朱印は既に御朱印帳にして十数冊になっているという。お寺にもっと馴染みを持ってもらいたいという思いから、お寺の本堂を借りて行われる「お寺deLIVE」という企画も不定期に続けている。また自身のラジオ番組の中でも「神社仏閣百巡り」というコーナーで、これまでに参拝した神社仏閣を紹介するコーナーを番組開始時より4年に渡り継続していた。
映画では「スターウォーズ」シリーズ、アニメでは「夏目友人帳」「SPY×FAMILY」などがお気に入り。
スポーツには全く興味がなく、自分でも「一般常識レベルの知識すらない」と言っており、自身でやる事は勿論、スポーツ観戦についても競技に限らず何の興味も持てないらしい。親しい人の中では「スポーツの話題になるとあからさまに温度が下がる」というのは有名な話であり、自分でも「脳みそからスポーツに関する部分が一切欠落しているのだろう」と分析している。
飛行機嫌いはかなり以前より公言している。大学時代に同じく飛行機嫌いの教授に「のざきくん、君はピアノを弾きますね」「はい弾きます」「飛行機とピアノはどっちが重いですか?」「飛行機です」「では、ピアノは空を飛びますか?」「飛びません」「ならば・・飛行機は飛ばないんです」という三段論法で説明されて以来、飛行機は飛ばないと信じている。ちなみに過去に北海道便・沖縄便（2回）・台湾便・中国便と合計5回飛行機には乗った経験があるが、本人は片道2時間が自分が我慢できる限度だと思っている。
2009年、シーランド公国より爵位を取得、2011年には正式に「伯爵位」を授与されているため、周囲からは「伯爵」という呼称で呼ばれている。本人は「どうして伯爵なの?」という質問に対してシーランド公国という国家の説明からしなければいけないのにやや閉口し、最近では「北野武は殿、坂本龍一は教授と呼ばれるのと同じようなものです」という逃げ方をしているらしい。

## 出演番組
2020年4月より、愛知県瀬戸市のコミュニティFMRADIO SANQにて、「のざきなおとのサンキューイブニング」を奇数週（第1週・第3週・第5週）の水曜日　17：00～20：00に生放送中。
コーナー内容は「ニュースあれもこれも」「のざきなおとのキャラガチャ」「ノスタルジア・デパート」「古今東西！名曲探偵団」「7時半のひとくち講座〜調べたがり 語りたがり〜」（2024年１月現在）など。
この番組はコミュニティFMではあるがラジオサンキューの公式サイトより、インターネットを通じてリアルタイムの視聴ができる。

## ディスコグラフィ

### アルバム
「風道標」　2013年7月　発売
「花化粧」　2014年11月　発売

### マキシシングル
「小さな種」　2012年11月　発売
収録曲：「小さな種」「OLD FASHON」「GRAY」「最終フライト」「ポインセチアの向こうに」